# Christoph von Houwald

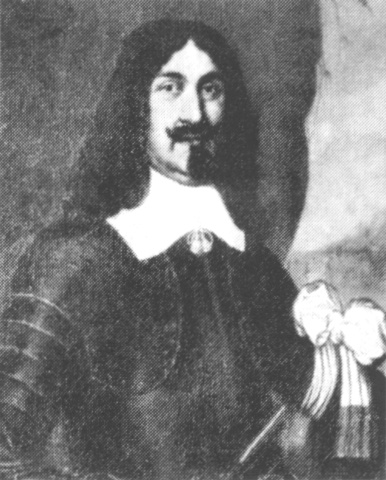
Christoph von Houwald (1601–1661)

Christoph von Houwald (* 20. Dezember 1601 in Grimma; † 29. November 1661 in Straupitz) war ein königlich schwedischer, kursächsischer und kurbrandenburgischer General, zudem Geheimer Kriegsrat und Kammerherr sowie Herr der Standesherrschaft Straupitz im heutigen Landkreis Dahme-Spreewald (Brandenburg) sowie Herr auf Maldeuten (polnisch Małdyty), Drenken (Drynki) und Posorten (Pozorty) in Ostpreußen, heute Powiat Ostródzki in der polnischen Woiwodschaft Ermland-Masuren.

## Leben

### Herkunft
Seine Eltern waren Christoph Haubal (* um 1575 in Wohlhausen bei Markneukirchen; † 26. September 1617 in Grimma), Bürger und Tuchmacher in Grimma, und dessen Ehefrau Ursula Löbenstein genannt Völckel.

### Militärkarriere
Seine Eltern schickten ihn auf das Gymnasium in Halle (Saale) und 1613 reiste er mit dem Hauptmann Wilhelm von Bodendick durch Deutschland. Im Jahr 1616 waren Werber in Augsburg, um Truppen für den Krieg gegen Venedig zu rekrutieren, auch Houwald ließ sich werben. Er wurde Schütze in der Kompanie des Hauptmanns Strafoldo im Regiment „Buquoy“. Er kämpfte bis 1618 in Italien. Nach dem Ende des Feldzuges ging er nach Böhmen, wo er sich dem Musketierregiment des Grafen Thun anschloss. Er wurde dort zum Gefreiten befördert. Als solcher wechselte er dann in das sächsische Regiment „Kraßen“ (?). 1621 wurde das Regiment in Merseburg aufgelöst. Jetzt ging Houwald in die Unterpfalz und wechselte als Gefreitenkorporal in das Regiment „Karpzow“ unter dem Grafen Mansfeld. Er kämpfte als Fourier in der Schlacht bei Fleurus und wurde dabei am Arm verwundet. Nach der Niederlage war die Armee zerschlagen. Houwald kam dann zur Armee von Christian von Braunschweig; dieser machte ihn zum Sergeant der Leibgarde. Der Herzog erteilte den Auftrag, 50 Mann zu werben und auf den Musterplatz in Gröningen im Fürstentum Halberstadt zu bringen. Houwald war der erste, dem es gelang und er wurde zum Dank zum dienstältesten Sergeanten ernannt. Danach kam er zu mehreren Gefechten. Bei Kämpfen um die Stadt Loo erhielt er einen Schuss in den linken Schenkel und einen Hieb in den Kopf. Er lag schon nackt unter den Toten, konnte sich knapp retten und wurde wieder gesund. Dann kehrte er zum Herzog zurück, der ihn erfreut wieder aufnahm. Dieser schickte ihn dann als Sergeant in die Leibgarde des Herzogs Bernhard von Weimar. Aber die Truppe wurde bald aufgelöst und so kam er im Januar 1623 nach Hamburg. Er ließ sich von den Schweden werben und wurde Sergeant in der Leibgarde des Obristen Hans Georg von Arnim. Mit ihm kam er zu den Kämpfen nach Livland. Aber bereits 1624 wurde das Regiment entlassen.
Auf Empfehlung des Obristen übernahm der schwedische König Gustav Adolph Houwald als Hauptmann in seine Leibkompanie. Dort blieb er bis 1627, als er während des preußischen Krieges als Major in das Blaue Regiment versetzt wurde. Er kämpfte sehr tapfer mit dem Regiment in Preußen und Livland und wurde wiederholt verwundet. Als sich die Schweden nach Deutschland wandten, wurde Houwald Oberstleutnant im Blauen Regiment. Nach den Kämpfen bei Frankfurt an der Oder und Ribnitz sollte er zum Oberst befördert werden, was er aber ablehnte. Der König sah in der Tapferkeit von Houwald den Grund, warum die Stadt Frankfurt im Sturm genommen werden konnte. Dafür erhielt Houwald eine Bestätigung seines Adels und ein neues Wappen. Im Jahr 1631 kämpfte er bei Breitenfeld. Danach erhielt er vom schwedischen König den Auftrag ein Regiment von 3000 Mann aufzustellen. Mit den Truppen eroberte er Hanau, wurde nun wirklicher Obrist und erhielt den Auftrag, drei Regimenter zu werben – davon eines zu Pferd und zwei zu Fuß. Nach nur drei Monaten konnte er dem König in Frankfurt 1000 Reiter und 3500 Infanteristen mit Ausrüstung präsentieren. Dafür erhielt er das Oberkommando über verschiedene Garnisonen: die Stadt und Festung Hanau und Friedeburg, dazu die Reichsstädte Worms, Speyer, Gochhausen, Höchst und die Festung Rüsselsheim. Im Jahr 1632 wurde er zum Generalmajor über 11.000 Mann Infanterie ernannt. Mit der Truppe kämpfte er bis zum Tod des Königs in verschiedenen Schlachten.
Ein Jahr nach dem Tod Gustav Adolfs wechselte er in kursächsische Dienste. Dort erhielt er das Kommando über alle in Schlesien stehenden Truppen und Garnisonen. Nach dem Frieden von Prag forderte er seinen Abschied und erhielt ihn auch. Er wechselte in die Dienste des polnischen Königs Władysław IV. Wasa, der ihn an dem Magistrat von Danzig weiterreichte. Dort erhielt er das Oberkommando über die Stadt. Ungeachtet dessen erhielt er von Kaiser Ferdinand III. (HRR), Ludwig XIV. und Christian IV. (Dänemark und Norwegen) ehrenvolle Angebote, die er aber alle ablehnte. Nach dem Tod seiner ersten Frau 1647 ging er zur Armee von Władysław IV. Wasa zurück. Als der König 1648 starb, kam Houwald in preußische Dienste unter dem Kurfürsten Friedrich Wilhelm. Dieser machte ihn zum Generalmajor und Geheimen Kriegsrat. Als solcher musste er sogleich Kavallerie und Infanterie für den König von Polen werben. Im gleichen Jahr erhielt er zudem das Kommando in allen Kriegssachen.
Er war sehr wohlhabend und konnte daher am 30. September 1648 die Güter Maldeuten, Seegerswalde, Zippeln, Zilpenmühle, Höfchen Falkenau, und Figeiken erwerben.

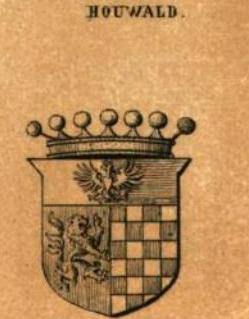
Wappen der Houwald nach Siebmacher

Am 4. Mai 1651 wurde er auch zum offiziellen Kriegsrat ernannt. In der Zeit am 30. November 1652 kaufte Houwald in Preußen zudem die Güter Drenken und Posorten und erhielt 1655 vom Landtag das Preußische Indigenat. Am 6. Juni 1655 wurde er Pfandherr von Liebemühl, Kuppen und Koscheinen. Am 14. Juli 1655 kaufte er die Standesherrschaft Straupitz, damals Sachsen-Merseburg, im heutigen Landkreis Dahme-Spreewald (Brandenburg). 1656 leistete er Herzog Christian I. die Erbhuldigung.
Als zu einer Rebellion der Kosaken in der Ukraine kam, forderte der polnische König Johann Kasimir vom Kurfürsten Truppen. Dieser schickte eine Armee unter dem Kommando von Houwald mit der Erlaubnis, auch vorläufig in die Dienste des polnischen Königs treten zu dürfen. Und tatsächlich gab der König Houwald das Oberkommando über die polnische Armee, die in drei Feldzügen gegen die Kosaken vorging. So konnte er 1657 in der Schlacht bei Berestetschko ein verbündetes Heer aus Kosaken und Tataren schlagen. Dafür erhielt er auch das Polnische Indigenat und der König ergänzte das Wappen um den gekrönten Polnischen Adler. Er verließ daraufhin die polnischen Dienste und zog sich auf die Herrschaft Straupitz zurück. Dort starb er im Jahr 1661 mit 60 Jahren und wurde in der von ihm neu erbauten Kirche in Straupitz beigesetzt. Die Standesherrschaft Straupitz wurde von ihm zu einem Majorat bestimmt, das sein Sohn Willibald erbte. Die ostpreußischen Güter erbte der jüngere Sohn Adolf.

### Familie
Houwald war zweimal verheiratet. Er heiratete am 1. Juni 1641 Florentine von der Beecke († 20. Mai 1647), mit der er vier Söhne und eine Tochter hatte:
- Willibald (* 10. Juni 1642; † 12. Januar 1717), Sachsen-Merseburger Oberregierungspräsident der Markgrafschaft Niederlausitz und Herr der Standesherrschaft Straupitz, ⚭ 21. Juni 1660 Margarethe Elisabeth von Breitenbach (* 23. September 1647; † 30. Juni 1719)[3]
- Adolf (* 1. November 1643; † 1. Juli 1672), brandenburgischer Hauptmann, im Duell getötet[4]
- Florentine (1644–1694) ⚭ 8. Mai 1661 Marcus von der Lütcke (* 25. Juli 1603; † 26. November 1686), kurbrandenburgischer Generalmajor, Herr auf Groß-Ziethen, Kremmen (seit 1649) und Vehlefanz (seit 1651) bei Oranienburg[5][6]
- Karl (* 15. März 1646; † 25. Dezember 1647)
- Christoph (* 31. März 1647; † 30. Oktober 1648)

Seine zweite Frau wurde 1651 Gottliebe von Bredow die Witwe von Christoph von Polenz. Diese Ehe blieb ohne Kinder.